# Deportivo Pioneros de Cancún Fútbol Club
El Deportivo Pioneros de Cancún Fútbol Club es un equipo de fútbol mexicano de la ciudad de Cancún, en el estado de Quintana Roo, que actualmente participa en la Serie A de la Segunda División de México.

## Historia
El 3 de mayo de 1984 por primera vez la Tercera División de México de fútbol registró a un equipo profesional de Cancún, Quintana Roo. Chetumal la capital del estado, ya tenía dos temporadas en la Tercera División de México, y la naciente ciudad de Cancún de igual manera quería su propio equipo de Fútbol profesional. El ayuntamiento de Benito Juárez a 23 días de la toma de posesión de Joaquín Gonzales Castro como presidente municipal del Municipio de Benito Juárez (Quintana Roo) compró una franquicia de Tercera División de México para Cancún. La visión de la alcaldía fue empezar a difundir el deporte de una manera más participativa entre la sociedad Cancunense y de alguna manera motivar a la práctica de deporte en Cancún, con el fin de estar a la par en el plano deportivo, igual que en algunas otras ciudades importantes dentro del país en el plano futbolístico. Fue el mismo Joaquín Gonzales Castro quien propuso el término “Pioneros”.
El nombre fue un justo reconocimiento a los hombres y mujeres que fundaron esta ciudad, en esos momentos con una historia de apenas 14 años. Debe señalarse que González Castro no era ajeno al tema del fútbol, pues tiempo atrás, siendo secretario de Hacienda de la administración del gobernador Pedro Joaquín Coldwell, había sido pieza clave en la conformación del equipo Arroceros de Chetumal con una buena participación en el balompié, incluso hasta llegar al ascenso

### Primer director técnico: Manuel Coello Novelo
Manuel Coello Novelo "pelele" ex-jugador Yucateco, quien había jugado para el Club de Fútbol Atlante en la Primera División de México, profesor de educación física en la secundaria técnica N.º 11 de Cancún y técnico de equipos Amateur fue nombrado el primer director técnico de Pioneros.
Sobre él recayó la responsabilidad de armar el equipo y dirigir la primera temporada, cumplió bien con el material humano que tenía a su alcance, integró un equipo que dio satisfacciones a sus seguidores.
Unos 30 jugadores de Cancún, Chetumal y Alfredo V. Bonfil Acudieron al llamado para integrar el equipo. De Chetumal se quedaron en el club: Gerardo (Antonio) Herrera, los defensas: Carlos Santoyo, Víctor López, Manuel Manzo, David vivas y Manuel Martínez, los medios: Alberto Santos, Arturo Castro y el delantero Fredy Pérez.
De Cancún los defensas: Guillermo Ojeda, Baltazar Aguilar y Jamith Jiménez. Los medios: Juan Carlos Muñoz, Gerberth Rosado, Enrique Vela bajo el nombre de Jesús Carapia (padre de Alejandro Vela y Carlos Vela) Armando Campos y Ángel Marín.
De otras ciudades llegaron el portero Vicente Vega, Los defensas Juan Hernández y Francisco Sánchez, Los medios José Fernando Cruz Pichardo, Héctor Cruz y Carlos Valle, Los delanteros Armando Tapia, Marcos Herrera, Marco Muñoz y Jesús Carapia
Muchos de estos jugaron unos partidos de pre-temporada y eran eliminados del equipo hasta formar una base sólida, la pre–temporada no fue del todo buena para el equipo Cancunense cuyo único y buen resultado fue contra las reservas profesionales de los pumas de la UNAM.

#### El primer estadio de pioneros (Estadio Olímpico Andrés Quintana Roo)
El estadio Olímpico Andrés Quintana Roo se construyó tomando como base una cancha de fútbol hecha en los tiempos del alcalde Felipe Amaro Santana (1978-1981) "Aeropuerto Viejo" como se le conocía con anterioridad. Muy Cerca donde se ubicaba el desaparecido Aeródromo De Cancún, hoy Avenida Kabah
El primer partido de Pioneros en un torneo Profesional se jugó el 28 de julio de 1984 en el en el recién inaugurado Estadio Olímpico Andrés Quintana Roo y que finalizó con empate ante Corsarios de Campeche con marcador de 1-1. El encuentro estuvo a punto de ser suspendido por las lluvias que azotaban Cancún en aquel entonces, y por el hecho de que el protocolo de inauguración fue programado el mismo día y hora de la inauguración de los Juegos Olímpicos de Los Ángeles 1984; en el estadio Andrés Quintana Roo apenas se registraban 800 personas. Con Manuel Coello novelo al frente pioneros de Cancún tuvo una campaña mala, Inclusive Coello Novelo participó dentro del terreno de juego como jugador (con otro nombre), una situación algo peculiar dentro del fútbol profesional de la tercera división y que nunca se había dado, fue contra rojos de las choapas en la Jornada 13, aunque a sus 36 años Manuel Coello novelo dio un gran partido.
Los números con Coello novelo fueron por demás improductivos de 13 partidos solo ganó 2, empató 4 y perdió 7 esto tan solo en la primera vuelta de la tercera división al finalizar la segunda vuelta Manuel Coello novelo sería removido de su cargo.

### La Máquina de Belgrado: TihomirTikoJelisavčić
Tihomir Jelisavčić era un director técnico que desarrollo su carrera futbolística en su natal Serbia (antigua Yugoslavia) jugó en equipos como F. K. Partizan Belgrado, OFK Belgrado  resultando con este último campeón de Copa de Yugoslavia en 1955, y militando en el fútbol australiano en 1960 con el equipo SSC Yugal de Sídney Australia. Como director técnico, su trabajo más notable fue dirigir a la Selección de fútbol de Nigeria (1975 -1978) y clasificarla a la Copa Africana de Naciones torneo al cual no asistían desde 1963, llevándolos a conseguir 2 terceros lugares consecutivos, La primera contra Egipto (1976) y la segunda contra Túnez (1978) dejando una base sólida para que en 1980 Nigeria alzara su primer título dentro de este torneo de la mano del Dirigente brasileño Otto Glória quien un año más tarde sería removido por sus malos resultados.
Tihomir Jelisavčić pasa a formar parte de Pioneros como DT por invitación de Joaquín González Castro, alcalde en ese entonces de Benito Juárez (Cancún) y fundador de Pioneros De Cancún, con quien Tihomir había entablado amistad fuera de las canchas. Tihomir Jelisavcic ya se encontraba prácticamente en el ocaso de su carrera, alejado completamente de las canchas y radicando en Cancún como un turista en plan de retiro.

Tihomir Jelisavčić fue presentado el 22 de junio de 1985 a las 3:00 p. m. en el estadio olímpico Andrés Quintana Roo, dijo unas palabras para el equipo mientras Nek Petrovic traducía:
''Les voy a pedir un rendimiento del 100 por 100 y solo nos esperan 3 cosas: trabajar, trabajar y trabajar más duro, mi intención no es asustarlos solo estoy dando mi punto de vista y vamos a lograr grandes cosas yo les enseño futbol y ustedes me enseñan español.''
Tihomir Jelisavčić formó un equipo pionero disponiendo de lo que quedó de su antecesor Manuel Coello novelo: Los porteros: Gerardo (Antonio) Herrera y Jesús Vega. Los defensas: David Vivas, Víctor López y Jamith Jiménez. Medios: Fernando Cruz Pichardo, Enrique Vela, Alberto Santos y Gerberth Rosado y los delanteros Ángel Marín e Isidro Rebolledo. También llegaron Gonzalo Enríquez en la portería, Jorge correa de Chetumal, Froylan Melo, Rodrigo Serrano y José Guillén (enviado por Bora Milutinovic). Los delanteros José Luis López, Víctor Ramírez, Genaro López, Jesús Magallanes (de Cancún) y Jesús Martínez Marroquín (enviado por Bora a petición de Tihomir Jelisavcic) y la integración del primer futbolista cozumeleño en una liga profesional; el guardameta Cesar Carillo, Tihomir Jelisavčić,"Father Tiko" como se le conocía desde su paso por Nigeria, debutó como local ante los Rojos De Las Choapas el subcampeón de la zona sureste. Pioneros desplegó ese día un fútbol rápido, técnico y por demás contundente, muy diferente a lo que se veía en el esquema del torneo anterior, el resultado final fue 4-0 en favor del cuadro Cancunense.
De la mano de Jelisavčić, Pioneros se convirtió en una máquina de fútbol, con 21 triunfos, seis empates y 5 derrotas,  95 goles a favor y 46 en contra, suficientes para llegar a la segunda división B, su futbol arrasaba tanto en el torneo largo de la tercera división como en la liguilla, derrotó por goleada a la selección sub 20 de México quien se dice fue dirigida por Jesús del Muro. Los métodos de entrenamiento hicieron de este cuadro uno de los mejores dentro de la tercera división profesional, imprimió un fútbol muy similar al practicado en Yugoslavia y Nigeria.

#### Los ojos del estratega nacional Velibor "Bora" Milutinović sobre "El once caribeño"
Tiko y Pioneros llegaron a oídos del entonces director técnico de la Selección de fútbol de México de cara a la Copa Mundial de Fútbol de 1986 Bora Milutinović, quien llegaba a Cancún para verlos jugar o entrenar cada 15 días o una vez al mes, cabe señalar que Tihomir Jelisavcic militó junto a Miloš Milutinović hermano de Velibor "Bora" Milutinović, en el F. K. Partizan Belgrado y eso le daba ese extra a la amistad que mantenía con el mundialmente conocido Bora Milutinović. El conjunto de Pioneros de Cancún inclusive eran invitados en las instalaciones del centro de capacitación de la selección mexicana, y entrenaban a la par de la selección nacional, esto, cada que llegaban a disputar un encuentro al centro del país.
La creciente atención de los medios impresos con respecto a la amistad entre PIONEROS y el director técnico nacional, le valió que a Tihomir “Tiko” Jelisavcic le llegaran propuestas profesionales de algunos equipos de máxima categoría, pero  renuente, desistió de tales ofertas.

#### Luto en Pioneros, muere Tihomir “Tiko” Jelisavcic (1929 - 1986)
Ya instalados en las semifinales por el ascenso a segunda división A, Pioneros De Cancún se mediría contra el conjunto de Águila Progreso Industrial, los visitantes consiguieron un importante 2-2 En el estadio olímpico Andrés Quintana Roo y el juego de vuelta Pioneros De Cancún cayó en  Villa del Carbón (municipio), estado de México por marcador 2-1 con global de 4-3 en un desastroso arbitraje en contra del cuadro cancunense.
Sin embargo Pioneros al ser el tercer mejor equipo de la tercera división a nivel nacional, tuvo la oportunidad de medirse ante el penúltimo lugar de la segunda división B, en un partido de promoción que el cuadro caribeño ganó sin problemas 4-2, que le valió su lugar seguro en la segunda división B
Ese sería el último partido dirigido por el estratega serbio al frente de Pioneros. El 29 de junio de 1986, día de la final de la Copa Mundial de Fútbol de 1986, Tihomir Jelisavcic había ido a cumplir con un compromiso, el cual consistía en ir a dirigir un partido a Chetumal para evitar la posibilidad del descenso de los entonces Chicleros de Chetumal, en el trayecto de vuelta hacia Cancún (tramo Tulum-Cancún) el automóvil de Jelisavcic sufrió un accidente automovilístico, privando de la vida al estratega de origen serbio

#### El legado de Tiko
"La única vez que Tiko llegó tarde a un entrenamiento fue porque había muerto."
                                                Fernando Cruz Pichardo, ex jugador de Pioneros
   .

Si bien solo un año estuvo en el banquillo cancunense, ningún equipo logró derrotarlo en el Estadio Olímpico Andrés Quintana Roo. Durante su paso en Tercera División de México, dejaría las bases para que Pioneros estuviera en la antesala de un ascenso a la Primera División de México sus números fueron por demás positivos, no logró conseguir el ansiado ascenso a segunda división A de manera directa, la directiva confió en su amplia capacidad para dirigir un equipo de segunda división A, quienes decidieron (antes de su muerte) adquirir un equipo en la segunda división A y encima de ello, la construcción a marchas forzadas de lo que hoy en día es el inmueble Pionero, El Estadio Cancún 86, para desgracia Tihomir “Tiko” Jelisavcic nunca logró poner un pie en el estadio, ni logró dirigir a sus pupilos en su nueva aventura por la segunda división A.
Sin embargo Tihomir “Tiko” Jelisavcic dejó una camada de grandes jugadores pulidos “a la yugoslava” Fernando Cruz Pichardo, Jesús Magallanes “macaco”, Ángel Marín “volador”, José Guillen, Jesús Martínez Marroquín “chinchay”, Arturo Córdova, quienes más adelante se volverían pilares del logro más sobresaliente del conjunto de Cancún: la lucha por el ascenso a Primera División de México por primera vez en su historia.

### Jesús “Chuy” Rodríguez y El Estadio Cancún 86
A cargo de Ariel Cruz Carrillo, quien se había desempeñado como auxiliar de Tihomir “Tiko” Jelisavcic, el conjunto de Pioneros decide jugar la segunda división A y se estrenaría en dicha categoría ante su hermano mayor, Los Chicleros de Chetumal, en lo que se le conoce como “El Clásico Quintanarroense”. El 19 de julio de 1986, Pioneros ganó sus primeros 3 puntos en la segunda división A y cumpliría por fin su ambición de derrotar a quienes en el futuro se convertirían en su acérrimo Rival, Chetumal, de la mano de Fernando Cruz Pichardo y Jesús Martínez Marroquín, Pioneros Doblego al conjunto Chetumaleño 3 -0, en el estadio Andrés Quintana Roo.
Jesús Rodríguez se incorporó al conjunto Pionero en la segunda jornada enfrentando a Nuevo Necaxa, venciéndolo 1-0 con gol de Jesús Martínez Marroquín.
Esa campaña se incorporaron jugadores como: Gerardo Coria, Jesús Gazca, Juan Martínez, Luis Fernando Tello, Jorge Miranda, Antonio Osornio, Armando Ramos, Víctor Téllez, Rafael Zúñiga, Flavio Palacios y Alberto Vallejo.
Durante la fecha 25, el 27 de diciembre de 1986, Pioneros de Cancún estreno el estadio Cancún 86, el encuentro de inauguración fue ante Coras de Tepic, Pioneros derrotó ese día al conjunto de Tepic por marcador de 3 – 2, las anotaciones corrieron por cuenta de Fernando Cruz Pichardo al minuto 30 (recordado por ser el primero en el inmueble) y Ángel "El volador" Marín (2).

#### La semifinal por el ascenso al máximo circuito
El 7 de marzo de 1987 en la fecha 36, Pioneros amarró su calificación para la liguilla por el ascenso a Primera División de México, luego de un triunfo sobre Querétaro Fútbol Club. Era la primera vez que un equipo de Quintana Roo jugaría la liguilla en esa categoría, fue el segundo equipo calificado en la temporada, solo superados por Club Santos Laguna, quienes calificaron una fecha antes.
En esta ocasión la liguilla por el ascenso fue un “Round Robin” entre los ocho equipos calificados, divididos en dos grupos, Cancún jugó los dos primero partidos como local, tres seguidos de visitante y el último de local, Pioneros derrotó a Tecoman, Toros de Texcoco; como visitante cayó ante Querétaro Fútbol Club y contra Tecoman; en su última visita venció a Toros de Texcoco. En su último partido como local, el estadio Cancún 86 estaba en su máxima capacidad, fue el último juego de la liguilla, en casa, Pioneros tenía que ganar por cualquier marcador para superar en puntos a Querétaro Fútbol Club Quien se encontraba como líder del grupo, Pioneros se encontraba en segundo lugar y era necesaria una victoria para el conjunto de Cancún, así aseguraban el liderato y con ello su pase a la final. Con el empate estaría eliminado. Cancún tenía 7 puntos y Querétaro Fútbol Club  9 puntos. Pioneros empató a 1 gol y se quedó a seis minutos de llegar a la final por el ascenso.
El partido fue reñido y fue hasta el minuto 78 cuando Cancún hizo su gol por conducto de Flavio palacios, el estadio enloqueció, fue al minuto 84 cuando el portero Jorge Miranda del conjunto cancunense realizó una mala salida tras un tiro de esquina, Joel Anguiano marcó el empate en favor de los queretanos y eso les costó su pase a la final al conjunto de Cancún,1 - 1 en el Cancún 86.

#### La Decadencia
Las siguientes temporadas Pioneros empezó a cosechar malos resultados. El DT Jesús "Chuy" Rodríguez fue despedido en la jornada 24 (temporada 87 -88) Dejando al equipo estancado en el penúltimo lugar, lo único rescatable fue la buena actuación de Víctor Javier Téllez, quien logró posicionarse como el segundo mejor anotador del torneo. Durante la temporada 89-90 Pioneros desciende a la segunda división B.

### Caribeños de Cancún
Después de dos temporadas sin tercera división, para 1988 se decide formar el conjunto de Caribeños De Cancún, equipo que militaría en la tercera división, proyecto paralelo a Pioneros De Cancún.
Caribeños De Cancún, jugaría en el estadio Cancún 86, la base de este conjunto fueron jugadores amateurs y radicados en Cancún, dirigidos en su primera campaña por Ariel Cruz Carrillo, Ex-Director Estatal De Deportes En Quintana Roo, DT interino de los Arroceros De Chetumal (1982), Asistente técnico de Tihomir Jelisavcic (1986) y Jesús Rodríguez (1987) con Pioneros de Cancún

### Pioneros Taxistas
Para 1995, Pioneros de Cancún decide asociarse con el sindicato de Taxistas de Cancún, acuerdo que tardaría poco más de 2 años, algunos de los jugadores que militaban en Caribeños de Cancún, pasarían a formar parte de las filas del proyecto "Pioneros Taxistas". Hasta que la franquicia se vendió y desapareció en 1997, y se trasladó a la ciudad de Durango, Durango renombrandose Alacranes de Durango, el técnico inicial del proyecto fue el Profesor Velásquez Colosia y éste trajo jugadores de la UT NEZA dando origen a una temporada de malos manejos por parte del Ayuntamiento de Benito Juárez y sus directivos hasta la desaparición de Pioneros de Cancún como tal. De esta serie se rescata a Carlos Difre portero que debutó en la Primera División con Veracruz y Fernando Gorocica ex sub 20 de México.

#### Los malos manejos: Desaparece a Pioneros
Durante 1997 aparecen “Las Serpientes de Cancún”  de la Tercera División, se mantendrían en Cancún hasta 2001, este equipo fue dirigido por ex jugadores de Pioneros de las primeras generaciones (1984 – 1987), ex jugadores como: Cuauhtémoc Domínguez, Jesús Martínez Marroquín “Chinchay”, Guillermo Ojeda, entre otros, Serpientes De Cancún fue el segundo proyecto futbolístico profesional con más tiempo en la ciudad de Cancún después de Pioneros. En Serpientes De Cancún, iniciaron su carrera profesional Enrique Vela Garrido, Alejandro Vela y Sergio Nápoles, estos dos últimos militan en la Primera División.
En 2001, un grupo de empresarios decidieron regresar el fútbol profesional a Cancún bajo el nombre de “Tucanes de Cancún”  con relativo éxito, pero la inexperiencia de sus directivos hizo que se fracasara en el intento.

### El regreso de Pioneros
Es hasta el 2006 que esta institución, con el apoyo de empresarios reconocidos, como José Manuel Ramírez Hernández, quien decide hacerse cargo del club, junto a José del Carmen Vázquez Ávila
El equipo de segunda división tuvo una efímera participación, para el 2009 los directivos ponían a venta la franquicia de segunda división, Finalmente el equipo de segunda división se muda al estado de Guerrero bajo el nombre de Guerreros de Acapulco
El club continuaba únicamente como un equipo de Tercera División Profesional, bajo el nombre de Pioneros Potros. Durante el 2010. Luego del título de liga obtenido por el atlante en 2007 y sus relativos éxitos en Cancún como la Concacaf Liga Campeones en 2008 - 2009, Atlante ve la necesidad de ampliar sus formativas inferiores y pone la mirada en Pioneros Júnior.
Pioneros Potros ve la luz en 2010, pero en 2011 la directiva de Pioneros encabezada por el alcalde en turno (Julián Ricalde Magaña) y un grupo de ex jugadores de Caribeños de Cancún y Pioneros, entre los que se encontraban: Sergio Contreras como vicepresidente del club, Arturo Córdova, gerente del equipo, Víctor Téllez, director técnico de la Tercera División, Sergio Mengual, director técnico del equipo piloto, Francisco Aranda Valle y José Daniel Moguel Hernández que fungieron como visores de talento.

#### Segunda división: Liga de Nuevos Talentos
Apertura 2012-2013
Pioneros regresa a una segunda división, ahora denominada “Liga de Nuevos Talentos de México” se presenta por primera vez en la liga el 24 de agosto de 2012, visitando a las garzas de la UAEH, el resultado fue favorable para el cuadro hidalguense 2-1 con solitario gol de Ricardo Gaspar Ochoa por parte de los cancunenses.
El cuadro estuvo conformado por:  Israel Cano Loredo (portería), Pablo Guillen, Héctor Abraham  Casas, Bryan Quirarte, Jonathan Bolaños, Geovani Gonzáles, Ricardo Torres Jaimes, Nain Aguilar, Brandon Díaz, Hugo Navarro e Iñaki Zamora,  dirigidos por Jorge Licona Castro, ex – jugador de Caribeños y Pioneros entre el 88 y 93. Los números de este equipo en su primera campaña fueron bastante alentadores, de 11 encuentros,  obtuvieron 5 victorias, 3 empates y 3 derrotas, dándoles la posibilidad de acceder a la liguilla.
La Liguilla
Pioneros enfrentó a Garzas de la UAEH, la ida se jugó en el estadio Andrés Quintana Roo donde sacaron la victoria 1–0 y en la vuelta fueron derrotados 2-1, con solitario gol de Gaspar Ochoa para la causa Pionera, la final de liga se disputó entre Garzas de la UAEH y Académicos Atlas, resultando campeón el conjunto de Académicos Atlas.

#### Jorge Licona, Narciso "Chicho" Morales y Los nuevos brillos de Pioneros
Bajo la dirección de Jorge Licona (ex – Caribeños Y Pioneros De Cancún) Pioneros de Cancún empezó a moldear un equipo competitivo mediante un proceso que venía gestándose desde el 2007 en Tercera División profesional. Para reforzar al plantel que encararía el clausura 2013 la directiva de Pioneros de Cancún designó a Narciso Morales lastra como director técnico quien ya había dirigido a la segunda división de pioneros antes de su venta a Acapulco y quien había dirigido también a la tercera división del mismo equipo, Jorge Licona formaría parte de la dirección técnica como auxiliar, el plantel quedaría integrado por jugadores de tercera división de pioneros,  hijos de ex – jugadores de pioneros y jugadores de otros equipos de la segunda división LNT. Israel cano, Jonathan Bolaños, Ricardo Torres Jaimes, Emiliano Gómez Vizcarra, César Hurtado Castillo, Jesús  Diego Mendoza, Irving zurita, Sergio Terán Acevedo, Lizandro Echeverría, Miguel Tejero, Oscar Rubio, Julio Hernández franco, Pablo guillen, Héctor Abraham Casas, Aldair Nava, Carlos Cahuich, Hugo Navarro, Gerson Cob, Víctor Téllez Iñigo, Gaspar Ochoa, William David Herrera y Benji Tun.
Con este plantel Pioneros daría su mejor torneo en la segunda división liga de nuevos talentos al concluir invictos el torneo regular clausura 2013.
La única derrota de este plantel ocurrió el 8 de mayo de 2013 en el estadio "Francisco Zardo" durante el partido de ida de la final por el título de liga de la segunda división liga de nuevos talentos, 3 -0 y que en Cancún culminó la vuelta resultando ganador Pioneros 1-0  pero en el global Alacranes de Durango se alzó con el título de liga, tras una polémica decisión de llevar este último partido al estadio Andrés Quintana Roo, siendo el estadio Cancún 86 la sede de Pioneros. Pioneros se conformó con el sub-campeonato, pero durante el apertura 2014 Pioneros de Cancún se reforzó de nueva cuenta y dejó ir a los jugadores que excedían la edad permitida por el reglamento de la segunda división profesional de México, Pioneros tras un torneo regular logró llegar a la final luego de un desastroso encuentro contra Calor de Gómez Palacio en semifinal, el 15 de diciembre de 2013 Pioneros derrota a Santos de Soledad 3 -1 en el estadio Cancún 86 y se proclama por primera vez en su historia campeón de liga de la segunda división, liga de nuevos talentos.

#### Pioneros de Cancún en Segunda División Serie A
Pioneros de Cancún luego del título obtenido su calidad futbolística fue mermando poco a poco, Jorge Licona se había ido a dirigir a Ejidatarios de Bonfil y en su lugar llegó Gabriel Simón como auxiliar, el conjunto cancunense fue eliminado en estancias de semifinal por Santos Soledad y resultando campeón Selva Cañera.
Pese a la parafernalia del "Campeón de Campeones", Pioneros de Cancún ya había conseguido su ascenso a segunda división liga Premier de Ascenso, y ello debido a que habían resultado campeones en cocientes, Pioneros tenía que enfrentar por trámite a Selva Cañera, partido que terminó en favor del conjunto visitante, en este caso Pioneros de Cancún 1-0 anotación de Carlos Cahuich y que culminó con un empate en el Cancún 86 el 24 de mayo de 2014, 1 – 1, con goles de Benji Tun y Luis Álvarez, dejando el trofeo de ascenso en manos de Pioneros de Cancún.
Entre 2013 y 2021 Pioneros de Cancún militó en la Segunda División de México en una nueva categoría (Serie A) que permite el ascenso a la Liga de Expansión MX mediante un torneo de "Campeón de Campeones". En 2021 el equipo de Segunda División entró en pausa debido a problemas económicos derivados de los efectos de la pandemia de COVID-19, aunque se mantuvo la historia del club con la escuadra de fuerzas básicas que militaba en la Tercera División.

#### Pioneros de Cancún como filial del Cancún F.C.
En junio de 2022 el equipo pasó a formar parte de la estructura deportiva del Cancún Fútbol Club de la Liga de Expansión MX, luego de que el Ayuntamiento de Benito Juárez entregara en comodato el Deportivo Pioneros de Cancún a la empresa denominada Negocios en Fútbol Profesional S.A. de C.V, propietaria del equipo que milita en la categoría de plata del fútbol mexicano. Luego de confirmarse la afiliación de los Pioneros con el Cancún F.C. el equipo regresó a la Liga Premier luego de no tener participación durante la temporada 2021-2022, sin embargo, por decisión de la directiva Pioneros fue inscrito en la Serie B de México, categoría heredera de la Liga de Nuevos Talentos, la cual había abandonado en 2013 cuando logró su ascenso a la entonces Liga Premier de Ascenso. En 2023, un año después, el equipo volvió a competir en la Serie A.
En 2024 Pioneros recuperó su condición de equipo independiente tras terminarse el convenio que lo mantenía como filial del Cancún Fútbol Club.

## Rivalidades de zona y clásico
Pioneros de Cancún tiene 2 rivalidades marcadas la primera y más reciente contra su vecino del norte del estado: PLAYA DEL CARMEN, dado que ambos planteles tienen una cercanía territorial y pertenecen a un entorno turístico sus duelos en segunda división liga premier ha empezado a tornarse cada vez más atractivos para la afición tanto de CANCÚN como de PLAYA DEL CARMEN. 
Sus primeros duelos se remontan a la tercera división profesional de México a finales de los años 90 cuando el conjunto Inter Riviera maya se fundase en 1999, Playa del Carmen tenía una base juvenil radicada en Playa del Carmen, mientras que CANCÚN ya arrastraba una marcada historia en el balompié quintanarroense con 15 años en el circuito profesional y su cercanía con la máxima división del país, CANCÚN en aquellos años jugaba como SERPIENTES DE CANCÚN y posteriormente como TUCANES DE CANCÚN, Inter Playa del Carmen asciende a segunda división en el 2003 y con PIONEROS empiezan los duelos registrados a partir del 2004 hasta la actualidad.

### El rival histórico CHETUMAL (Clásico Quintanarroense)
Si bien PIONEROS de Cancún tiene un rival histórico y muy marcado es sin duda la ciudad capital CHETUMAL, sus marcadas diferencias históricas, culturales, políticas y rivalidades deportivas que van desde la categorías infantiles hasta lo profesional y que han hecho de estos duelos algo que el Quintanarroense conocedor del entorno viva con ímpetu. 
Mucho tiene que ver Chetumal con el profesionalismo Cancunense, desde los duelos amateurs en los años 70 cuando Cancún desarrollaba su futbol en los llanos y Chetumal quienes ya practicaban el deporte en su zona en los años 50, pero que sus registros fotográficos datan a partir de los años 60, ya para la década de los 80 estaban en la antesala de presentar a su primer equipo profesional (Arroceros de Chetumal). 
En 1981 Chetumal preparaba su equipo profesional de tercera división y realizaba incursiones para enfrentar a su vecino del norte CANCÚN quienes aún carecían de estructuras deportivas adecuadas para la práctica del deporte profesional, los encuentros entre la base Arrocera y los Amateurs de Cancún se desarrollaban en el hotel Sheraton de Cancún y la cancha del aeropuerto viejo, hoy en día conocido como Estadio Olímpico Andrés Quintana Roo.
CANCÚN Y CHETUMAL ya disputaban duelos de eliminatorias para torneos nacionales, existiendo una amplia hegemonía CAPITALINA, la petición del profesionalismo por parte de los involucrados en el desarrollo del balompié en Cancún se hizo llegar hasta la gubernatura estatal, poniendo esta última como condición demostrar que Cancún ya estaba preparado futbolísticamente para tener dicho registro. 
La prueba máxima de CANCÚN vendría de cara al torneo Campeonato Nacional Amateur de Fútbol (México) 1983, Chetumal ya tendría para aquel año 10 años incursionando en aquel torneo, fue en el lienzo charro Javier Rojo Gómez el escenario del partido de vuelta en donde CANCÚN ganó el derecho de representar a Quintana Roo por primera vez con un combinado de jóvenes de la liga Guillermo Cañedo y sector amateur, Chetumal por su parte traía juveniles profesionales de arroceros de Chetumal y jóvenes del sector amateur de dicha ciudad.
PIONEROS DE CANCÚN se registraría de manera oficial el 3 de mayo de 1984 y debutaría el 28 de julio de ese mismo año, PIONEROS enfrentaría a ARROCEROS DE CHETUMAL en el estadio olímpico Andrés Quintana Roo cayendo por marcador de 1–0, los duelos entre Chetumal y Cancún en el profesionalismo desde entonces serían renombrados tanto en redacción periodística como en libros de la historia del fútbol local, siendo esta la rivalidad más añeja e histórica de los inicios del fútbol en Quintana Roo remontándose desde sus duelos con Arroceros, Chicleros y desde 1992 con Tigrillos de Chetumal en la tercera división profesional.

## Logotipo y colores originales
En sus inicios el club Pioneros de Cancún carecía de logotipo de club, su único distintivo era una franja en la camiseta con 4 colores (azul marino, azul rey, turquesa y turquesa oscuro) había 2 modelos de camisetas, turquesa y blanco, ambas con la franja, la idea era simbolizar el mar Caribe.
Para 1985 se presenta la camiseta que empieza a incluir los colores que lo acompañarían durante casi 11 años, los colores eran básicamente los del escudo del Municipio de Benito Juárez (Quintana Roo) los cuales eran rojo, amarillo rey y azul celeste, el primer logotipo de Pioneros de Cancún consistía en una modificación del escudo de Benito Juárez (Cancún) que pronunciaba las consonantes P y C fundidas en forma de llave haciendo alusión a las primeras letras del nombre del equipo “Pioneros Cancún". Desde 1985 hasta 1994 tanto los equipos de Pioneros Cancún de segunda División como las de su filial "Caribeños de Cancún" de tercera división portaron los colores rojo, amarillo y azul celeste en combinación con blanco.
Los colores se utilizarían de nuevo hasta el 2007, en el equipo de tercera división Pioneros Júnior.
En 2019 con motivo del 35 aniversario del equipo, la directiva presentó un nuevo escudo y colores, adoptando los colores blanco, azul, amarillo y rojo para revivir la identidad original del club, siendo además, la misma cromática utilizada en el escudo de armas del municipio.

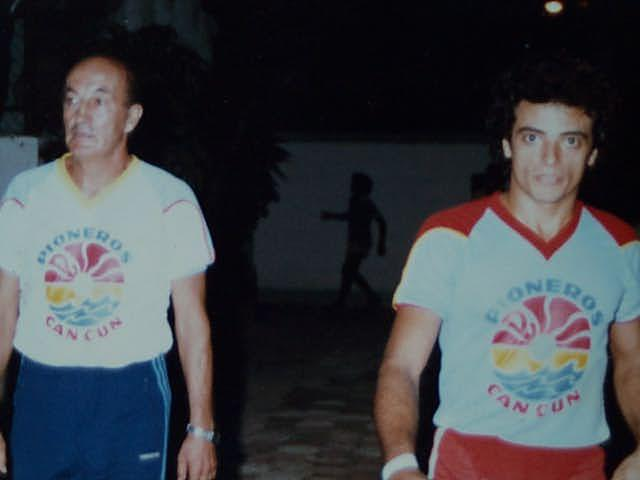
Tiko Jelisavcic y Enrique Vela, Partido de Local en el Andres Quintana Roo, en 1985.

## Uniformes históricos
| Primer uniforme local con Manuel Coello 1984 | Primer uniforme visitante con Manuel Coello 1984 | Campeón Promoción Ascenso Segunda División B Local 1985 | Campeón Promoción Ascenso Segunda División B Visitante 1985 | Semifinal contra Querétaro a la Primera División Local 1987 | Semifinal contra Querétaro a la Primera División Visitante 1987 |  |

| Campeón Liga Apertura 2013 Segunda División LNT Local | Campeón Liga Apertura 2013 Segunda División LNT Visitante | Uniforme Local, Campeón Ascenso a Liga Premier 2014 | Uniforme Visitante, Campeón Ascenso a Liga Premier 2014 |

## Estadio
El estadio Cancún 86 se encuentra ubicado entre Prolongación Tulum y Diagonal Tulum, calle 46 y Av. Puerto Juárez (Talleres) Cancún, Quintana Roo. Fue construido durante 1985 y 1986, el aforo está calculado para 6,390 aficionados. El equipo Pioneros de Cancún debutó en el inmueble el 27 de diciembre de 1986 ante Coras de Tepic resultando vencedor por marcador de 3-2, goles de: Fernando Cruz Pichardo min 30 y Jesús Magallanes min 33, 80

## Palmarés
| Competición nacional  | Títulos       | Subcampeonatos |
| --------------------- | ------------- | -------------- |
| Segunda Serie B (1/1) | Apertura 2013 | Clausura 2013  |
| Ascenso Serie B (1)   | 2013-2014     |                |

- Campeón Promoción a Segunda División "B" (1): Temporada 1985-1986.

## Temporadas
| Apertura 2011 | 4.Segunda LNT     | Grupo I                   |
| Clausura 2012 | 4.Segunda LNT     | Grupo I                   |
| Apertura 2012 | 4.Segunda LNT     | Zona I                    |
| Clausura 2013 | 4.Segunda LNT     | Zona I                    |
| Apertura 2013 | 4.Segunda LNT     | 1o.(Campeón)              |
| Clausura 2014 | 4.Segunda LNT     | 8o.(Semifinal)(Asciende)  |
| Apertura 2014 | 3.Segunda LPA     | 12o.                      |
| Clausura 2015 | 3.Segunda LPA     | 8o.(Cuartos)              |
| Apertura 2015 | 3.Segunda LPA     | 10o.(Cuartos)             |
| Clausura 2016 | 3.Segunda LPA     | 8o.(Semifinal)            |
| Apertura 2016 | 3.Segunda LPA     | 1o.(Cuartos)              |
| Clausura 2017 | 3.Segunda LPA     | 2°. Grupo III (Semifinal) |
| Apertura 2017 | 3.Segunda Serie A | 8o. Grupo II              |
| Clausura 2018 | 3.Segunda Serie A | 5o. Grupo II              |
| 2018/2019     | 3.Segunda Serie A | 11o. Grupo II             |
| 2019/2020     | 3.Segunda Serie A | 4o. Grupo II              |
| 2020/2021     | 3.Segunda Serie A | 7o. Grupo II              |
| Apertura 2022 | 4.Segunda Serie B | 3o. (Semifinales)         |
| Clausura 2023 | 4.Segunda Serie B | 3o. (Semifinales)         |
| 2023/2024     | 3.Segunda Serie A | 12o. Grupo II             |
| Apertura 2024 | 3.Segunda Serie A | 1o. Grupo III (Cuartos)   |
| Clausura 2025 | 3.Segunda Serie A | 7o. Grupo III             |

## Filial
Pioneros "B"
| Temporada | División           | Posición                    |
| --------- | ------------------ | --------------------------- |
| 2014/2015 | 5.Tercera División | 6o. Grupo I                 |
| 2015/2016 | 5.Tercera División | 7o. Grupo I                 |
| 2016/2017 | 5.Tercera División | 3o. Grupo I (Dieciseisavos) |
| 2017/2018 | 5.Tercera División | 8o. Grupo I                 |
| 2018/2019 | 5.Tercera División | 6o. Grupo I                 |
| 2019/2020 | 5.Tercera División | 2o. Grupo I                 |